# Jacqueline Marval

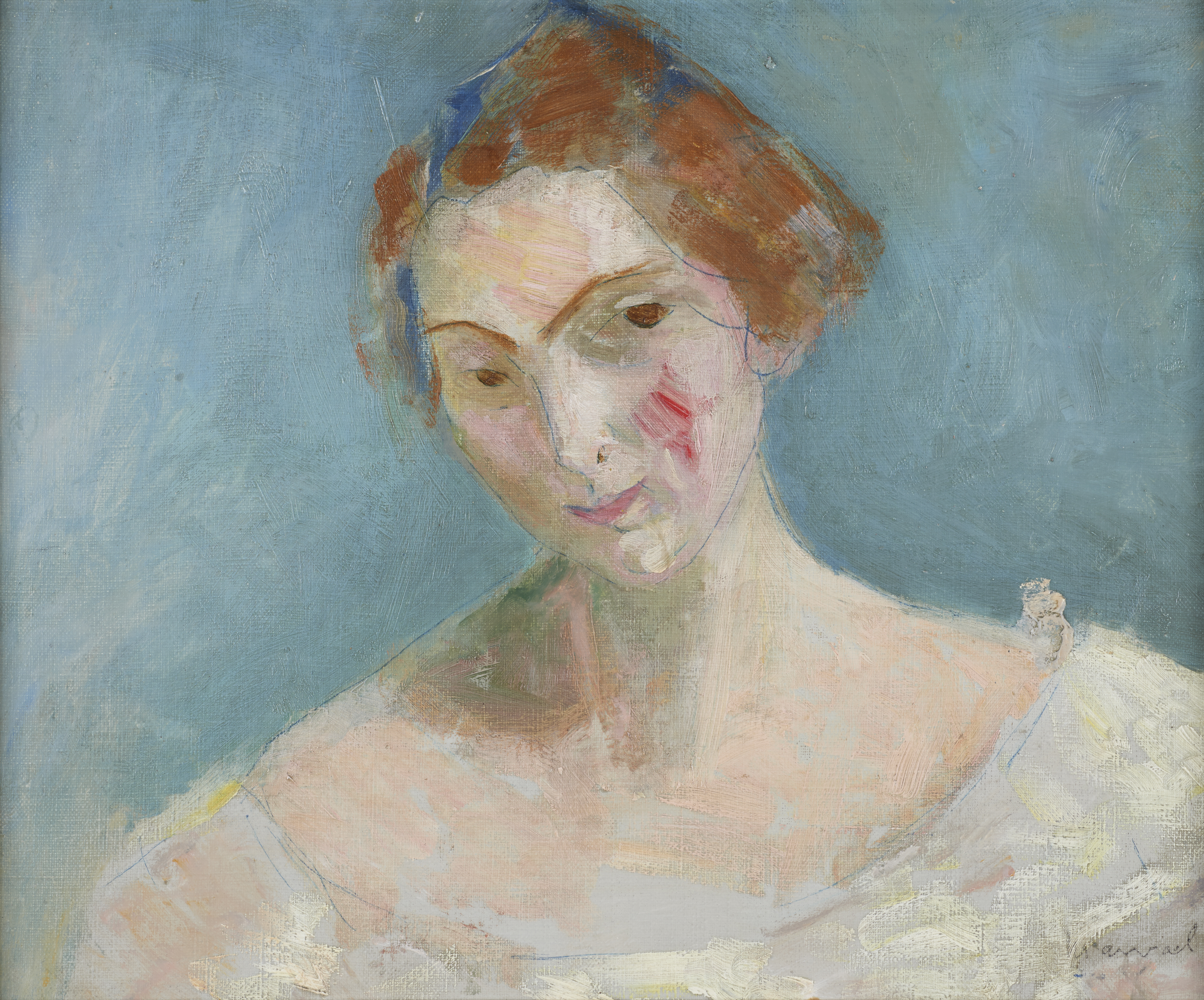
Selbstporträt, um 1900

Jacqueline Marval, geborene Marie-Joséphine Vallet (* 19. Oktober 1866 in Quaix-en-Chartreuse, Département Isère; † 28. Mai 1932 in Paris) war eine französische Malerin der Pariser Avantgarde.

## Leben und Werk
Marie-Joséphine Vallet entstammte einer Lehrerfamilie. Sie wurde selbst mit Abschluss 1884 als Lehrerin ausgebildet und begann unter dem Künstlernamen Marie Jacques zu malen. 1886 heiratete sie den Handelsvertreter Albert Valentin und ließ sich 1891 scheiden, bedingt durch den frühen Tod des gemeinsamen Babys. Anschließend verdiente sie ihren Lebensunterhalt als Westenmacherin.
1894 traf sie den Maler François-Joseph Girot und zog mit ihm nach Paris. Im folgenden Jahr lernte sie einen weiteren Maler kennen, Jules Flandrin (1871–1947), der Schüler von Gustave Moreau war. Sie verließ Girot und wohnte mit Flandrin in der rue Campagne-Première im Quartier du Montparnasse. Auf seinen Einfluss hin entschloss sie sich, Malerin zu werden. Sie lebte 20 Jahre lang mit ihm zusammen.
Vallets erste Werke wurden vom Salon des Indépendants im Jahr 1900 abgewiesen. Ein Jahr später, 1901, konnte sie jedoch unter dem Künstlernamen Jacqueline Marval zehn eigene Gemälde dort ausstellen. Der Kunsthändler Ambroise Vollard erwarb sie komplett.

Saal VII des Salon d’Automne, Grand Palais, Paris, 1905. Jacqueline Marval sitzt links von der Mitte, rechts Jules Flandrin.

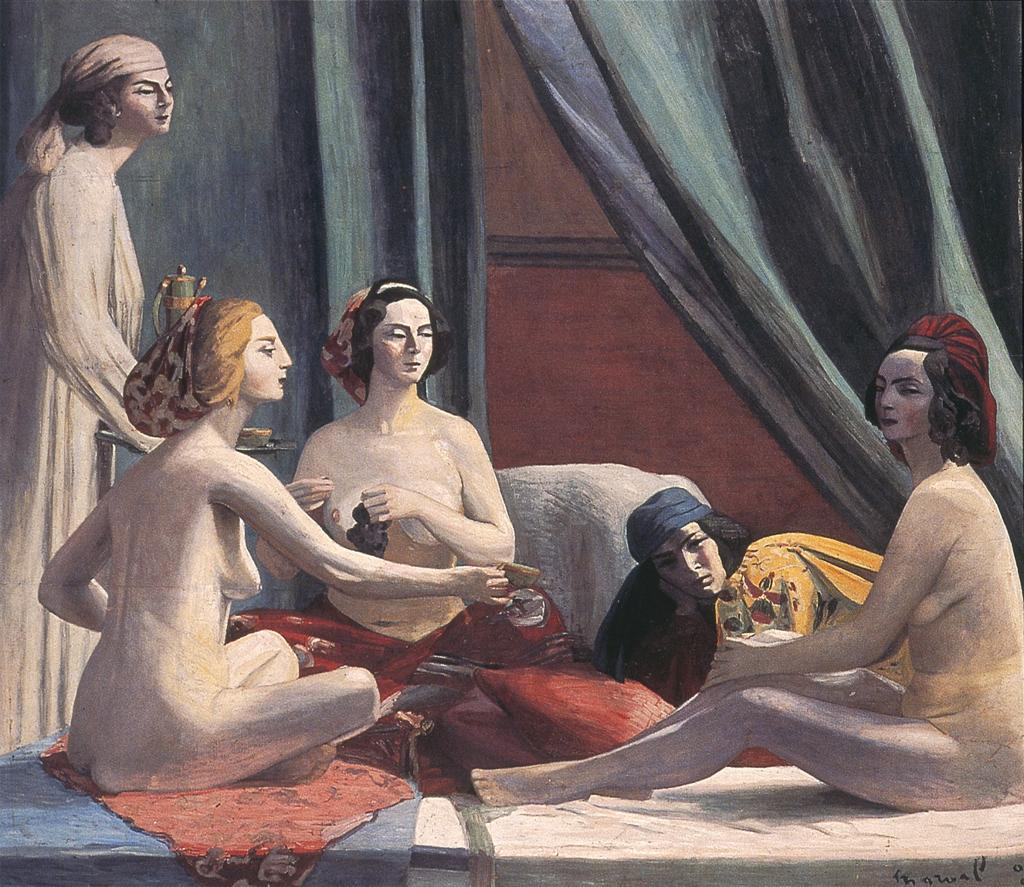
Les Odalisques, 1902/03, Musée de Grenoble

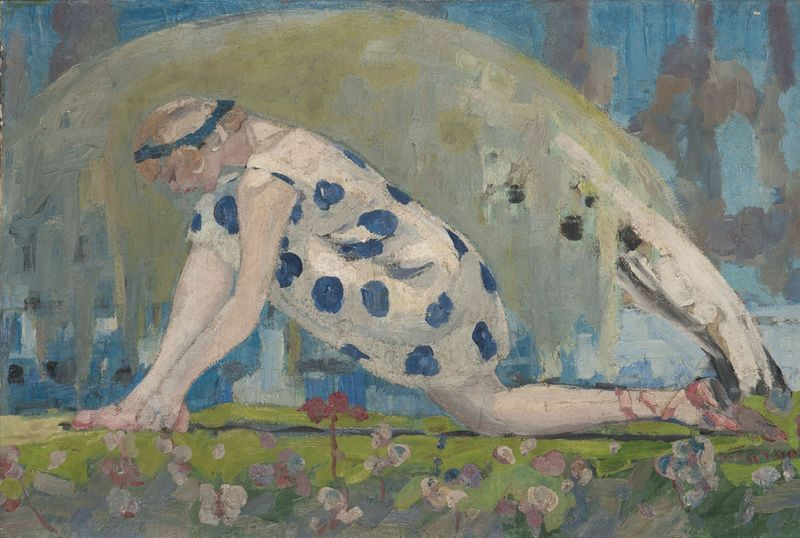
Danseuses, 1909

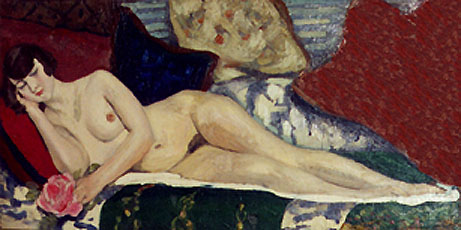
Repose, 1912

1902 wurden einige ihrer Werke neben denen von Flandrin, Albert Marquet und Henri Matisse in der kleinen Galerie von Berthe Weill in der rue Massé ausgestellt. Weill war besonders interessiert daran, Künstlerinnen, die in Paris lebten, zu fördern. 1905 stellte sie im Salon d’Automne das Bild Le Printemps aus; es hing in einem Nebenraum des Saal VII, der anlässlich der Ausstellung von dem Kunstkritiker Louis Vauxcelles „Cage aux fauves“ genannt wurde. Die dort präsentierten avantgardistischen Bilder und eine gegensätzliche klassisch erscheinende Skulptur, geschaffen von Albert Marque, prägten den Begriff Fauvismus. Das nebenstehende Foto zeigt sie in diesem Raum mit Künstlerfreunden.
1911 wurde Marval durch eine Jury, die aus Gabriel Astruc, Antoine Bourdelle und den Malern Maurice Denis und Édouard Vuillard bestand, ausgewählt, das Foyer des neuen Théâtre des Champs-Élysées zu dekorieren. Sie schuf eine Serie von zwölf Gemälden über das Thema Daphnis und Chloe, die sie 1913 fertigstellte. Im selben Jahr erhob sie Einspruch gegen die Entfernung des Gemäldes von Kees van Dongen Nu au pigeon aus dem Salon d’Automne. Sie schloss Freundschaft mit dem Künstler und richtete ihr eigenes Atelier in der Nähe von van Dongens Atelier ein.
Für die avantgardistische Ausstellung in der Armory Show, 1913 in New York ausgerichtet, wählte Francis Picabia ihr Gemälde Les Odalisques aus. Im folgenden Jahr stellte Guillaume Apollinaire in Chronique des arts fest: „Madame Marval a donné la mesure de son talent et réalise une œuvre importante pour la peinture moderne.“
Im Juli 1916 organisierte der Dichter André Salmon im Salon d'Antin in der Galerie Barbazanges eine Ausstellung, in der die Odalisques in der Nähe des dort erstmals ausgestellten Gemäldes Les Demoiselles d’Avignon von Pablo Picasso zu sehen war.
Jacqueline Marval wurde nun in Europa bekannt. Sie stellte in Basel, Barcelona, Oslo, Venedigs Biennale, Winterthur und Zürich aus. Später verlor sie das Interesse an der Malerei, wandte sich mit rotgefärbten Haaren dem Tanzen und ausgefallener Kleidung zu (darunter grüne Hüte aus eigener Fabrikation), was zu dem Beinamen fée de la Belle Époque führte.
Nach Marvals Tod im Jahr 1932 waren ihre Werke permanent in der Galerie Druet bis zu deren Schließung 1938 ausgestellt.

## Gemälde
- L'Odalisque au guépard, 1901
- Les Odalisques, 1902/03
- L'Espagnole, 1904
- Danseuses, 1909
- Hommage à Gérard de Nerval, 1912
- Repose, 1912

## Ausstellungen
- 1989: Jacqueline Marval (1866–1932): a Retrospective Exhibition, Crane Kalman Gallery, London
- 1995: François Joseph Girot, Jacqueline Marval, Jules Flandrin, Lucien Mainssieux: les années 1895–1916, Musée Mainssieux, Voiron
- 2007: Les Femmes peintres et l’avant-garde, 1900–1930 im Musée Paul-Dini de Villefranche sur Saône zeigte die Werke von vier Frauen: Suzanne Valadon (1865–1938), Jacqueline Marval (1866–1932), Émilie Charmy (1878–1974) und Georgette Agutte (1867–1922).[8]